# Гомолава
Гомолава је праисторијски археолошки локалитет који се налази код Хртковаца, недалеко од Руме, на левој обали Саве. Била је насељена током шест миленијума и спада у ред најпознатијих локалитета у Европи. Сам локалитет је вишеслојно налазиште које обухвата археолошке слојеве од касновинчанског периода, преко енеолита и раног бронзаног доба до гвозденог доба, због чега га археолози популарно називају Тортом од цивилизација, а спада у ред тел типова насеља. Истраживања локалитета су започета 1904. године, а систематски радови на Гомолави су започели 1953. године и још увек, са прекидима, трају. Сам локалитет се данас налази под заштитом државе као археолошко налазиште од изузетног значаја, али је и поред тога угрожен реком Савом која га спира, поготово у доба високог водостаја.

## Прошлост локалитета
Најстарије насеље на Гомолави, формирано је у доба млађег неолита. Његове куће су грађене од дрвета и глине са правоугаоном основом, а уништено је у пожару. Затим су на том простору своја насеља редом подизали припадници:
- Сопотско-ленђелске културе
- Баденске културе
- Костолачке културе
- Вучедолске културе

Бронзано доба карактеришу насеља са трошним полуукопаним кућама, које се приписују Ватинској и Белегишкој култури. После њих, у старијем гвозденом добу, једно племе, које води порекло са истока, подиже на Гомолави своју насеобину коју су чиниле скромне колибе. Њихово трошно насеље замениће, у млађем гвозденом добу, куће од плетера и лепа, уз које је пронађен већи број керамичких пећи и јама са материјалом, домаћег и италског порекла.
Последњи слој на Гомолави представља римска вила рустика са некрополом, а у средњем веку, од XII до XV века, се на том простору налазило сеоско гробље са црквом.
Вероватно најпознатији налаз са Гомолаве је двоглава статуета. Представе фигура са две главе нису биле тако честе у праисторијској уметности, па остаје недоумица да ли је у питању реалистични приказ сијамских близанаца или је у питању култни идол са одговарајућим значењем. Статуета је изложена на сталној поставци Музеја Војводине.